# Takyeh (Vieille ville, Bakou)

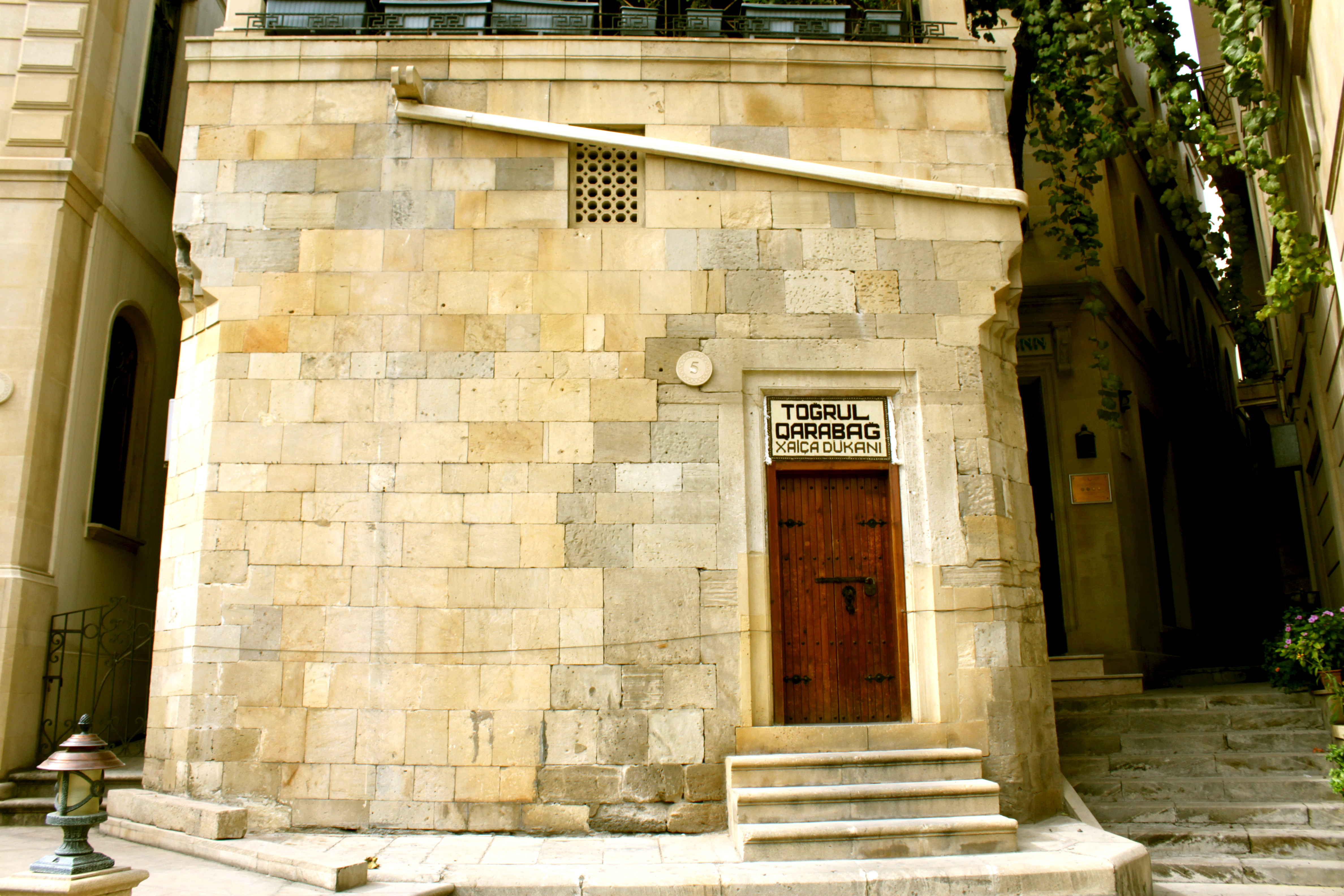

Tekiyeh (en azerbaïdjanais: Təkiyə) est un monument historique du XIIIe siècle. Il fait partie de la vieille ville et est situé dans la rue Gazi Mahammed, dans la ville de Bakou, en Azerbaïdjan. Le bâtiment a également été classé monument architectural national par décision du Cabinet des ministres de la République d'Azerbaïdjan en date du 2 août 2001, n ° 132. 

## Histoire
Le monument a été construit au XIIIe siècle. Elle fonctionnait principalement comme mosquée mahallah et aussi comme école secondaire. En 1967, des fouilles archéologiques ont été menées autour du takyeh. Il a été restauré dans les années 1970.
Les derviches ont été purifiés spirituellement, effectuant ici des rituels religieux individuels et de masse. Les Tekiyehs étaient également un refuge pour les étrangers en voyage.

## Caractéristiques architecturales
Le monument est de forme carrée et consiste en une seule pièce. Sa façade est tournée vers la tour de la jeune fille. Le plan inhabituel du takiyeh, ainsi que la couverture de la salle de culte avec le système de dômes en gradins résultaient de la spécificité de l'intérieur du monument. 

## Galerie

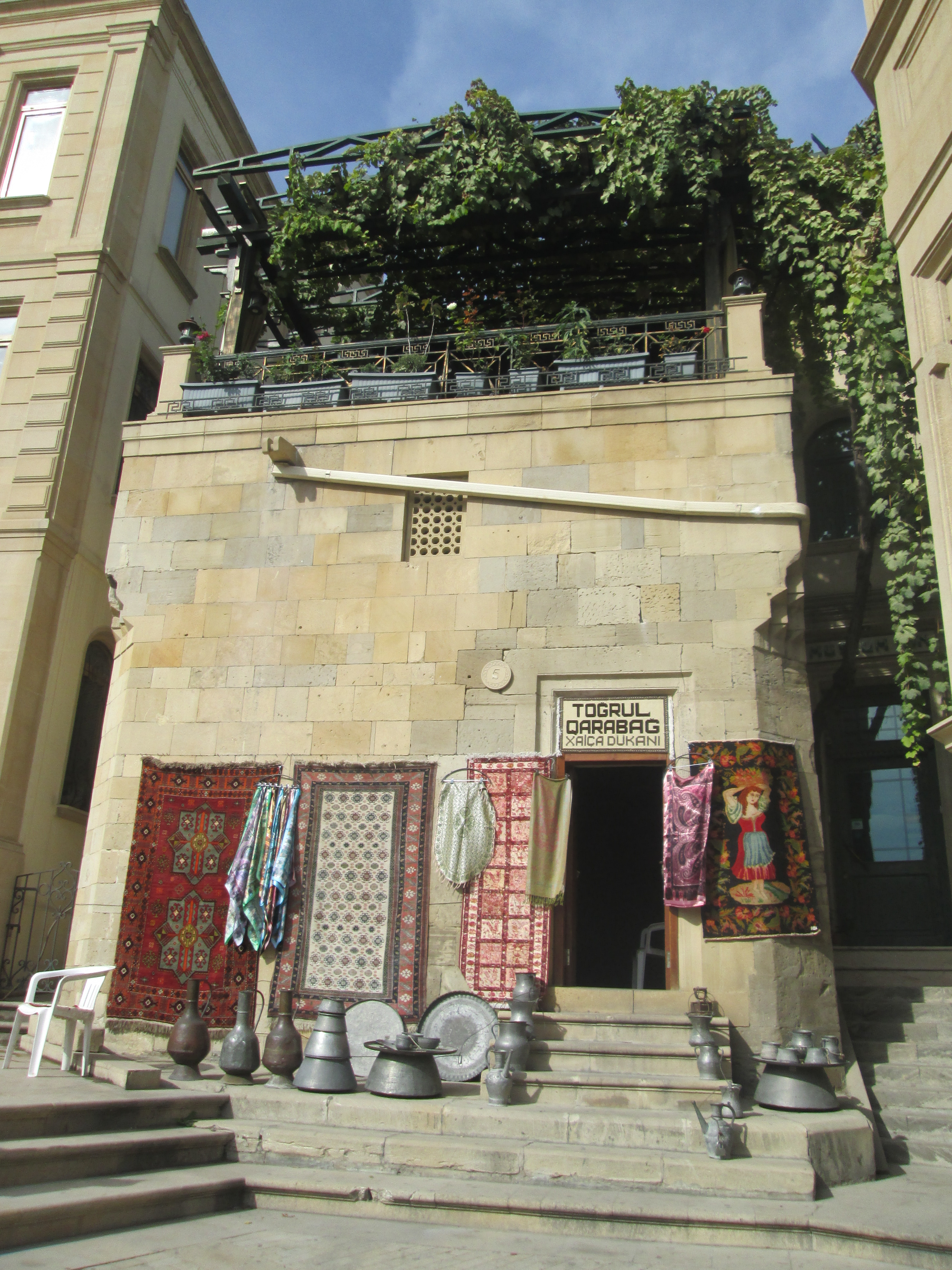
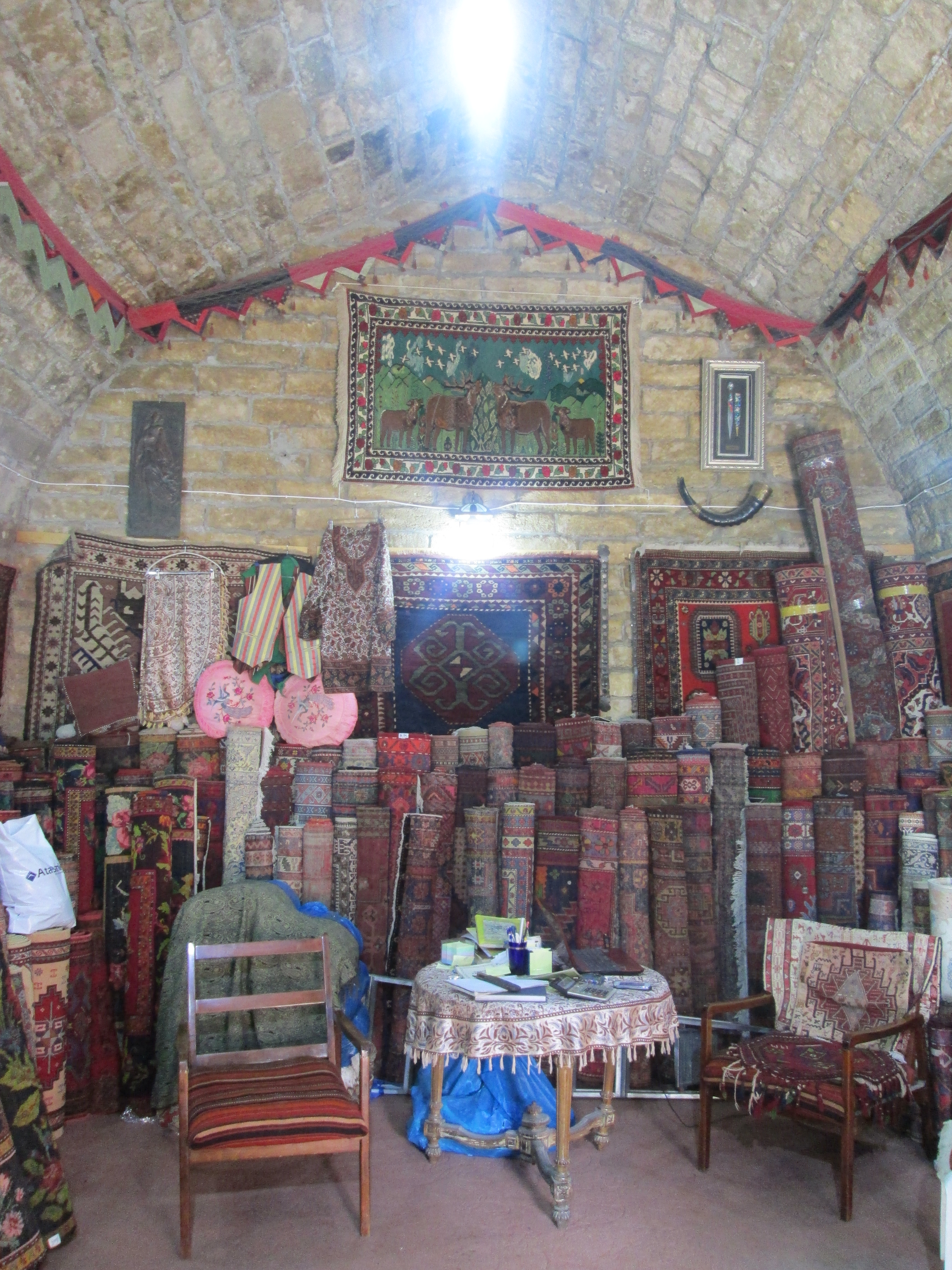
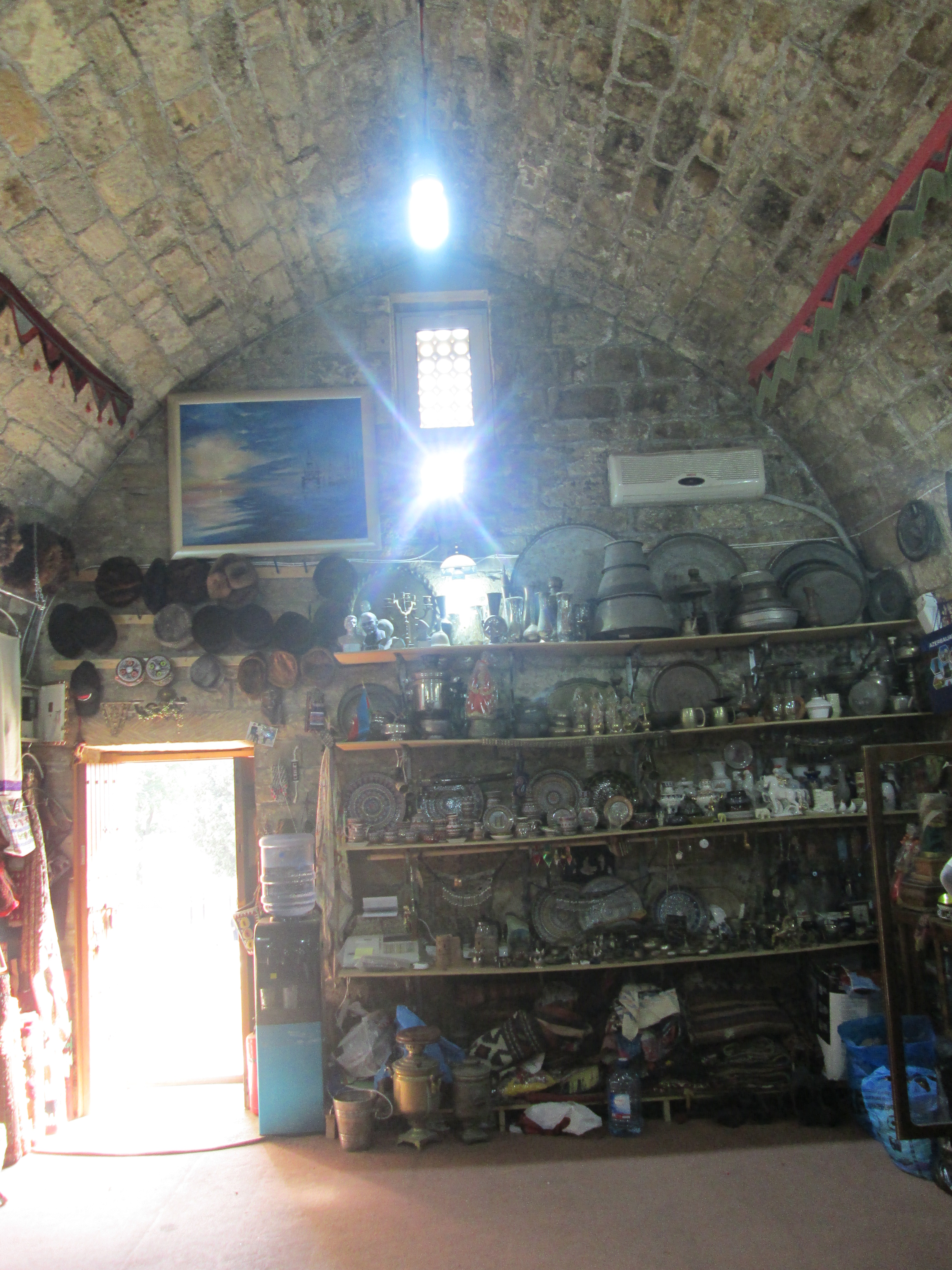